# Leucismo
El leucismo (del griego λευκός [leukós], 'blanco') es una particularidad genética debida a un gen recesivo, que da un color blanco al pelaje o plumaje (los ojos mantienen su color normal, a diferencia de los albinos).
El leucismo es diferente del albinismo: los animales leucísticos no son más sensibles al sol que el resto. Al contrario, pueden ser incluso ligeramente más resistentes pues al tener el color blanco un albedo elevado protege más del calor.
Lo contrario del leucismo es el melanismo.

## Leucismo en aves
El leucismo se define como la falta parcial o total de eumelanina o feomelanina en las plumas, debido a una alteración heredada en el proceso de formación de esos pigmentos. Parece ser la aberración de color genéticamente determinada más común en las aves. Las aves que presentan esta aberración producen melanina de manera normal, pero el pigmento no se deposita en las células de las plumas, quedando blancas.
El grado de leucismo varía mucho, desde aves que tienen solamente alguna pluma blanca hasta aves con todo el plumaje blanco (igual que en los albinos, las plumas con colores rojos y amarillos, producidos por carotenoides, pueden estar intactas) pero los ojos siempre tienen coloración normal. El pico y las patas, en cambio, pueden estar normalmente coloreados o carecer por completo de color. 
En los pájaros leucinos, cada pluma es generalmente blanca por completo o con coloración normal. Una pluma parcialmente blanca indica con un alto grado de probabilidad que el ave ha sufrido carencias durante su crecimiento (no es un defecto genético).
Las aves con aspecto general tornasolado o jaspeado (aspecto "lavado"), producido por combinación de plumas totalmente blancas y plumas de color normal, son generalmente individuos afectados de leucismo.

### Melanina
Hay dos tipos de melanina en las aves: la eumelanina, que genera plumas de color negro, gris y pardo oscuro, y la feomelanina, que genera plumas rojas en alta concentración y plumas desde amarillentas (amarillo-parduzco pálido) hasta casi blancas, en baja concentración. Cuando ambos tipos de melanina influyen juntos, generan colores combinados, como el pardo-grisáceo. En el color de los ojos y de la piel sólo influye la eumelanina.
El albinismo se define como la falta total de ambos tipos de melanina, debido a una carencia heredada de tirosinas, una enzima que comienza el proceso mediante el cual se forma melanina. El resultado de esta mutación es un ave que carece casi por completo de color, tanto en las plumas como en piel y ojos. Los tonos rojos y rosados que se observan en ojos y zonas sin plumas se deben al color de la sangre que se advierte a través de los tejidos.
Algunas especies de aves tienen únicamente eumelanina, pero en la mayoría de las especies tienen ambos tipos de melanina que al combinarse muestran diferentes coloraciones.
Un pájaro predominantemente blanco que muestra algo de pigmentación melánica no es un albino.

### Carotenoides
El ave asimila carotenoides mediante el alimento, y las enzimas del cuerpo los transforman en pigmentos que varían entre amarillo pálido y rojo carmesí. Las alteraciones en esta pigmentación se deben principalmente a una dieta no adecuada. Un ejemplo muy visto son los flamencos cautivos que no adquieren plumas rojas porque no se alimentan de crustáceos. La cantidad de coloración rosada en el pecho de algunas especies de
gaviotas también varía debido al mismo motivo, aunque se trate de aves que viven en libertad.
Existen mutaciones que alteran los pigmentos de color basados en carotenoides, pero son raras. Las mutaciones que afectan las melaninas son mucho más frecuentes.

## Galería

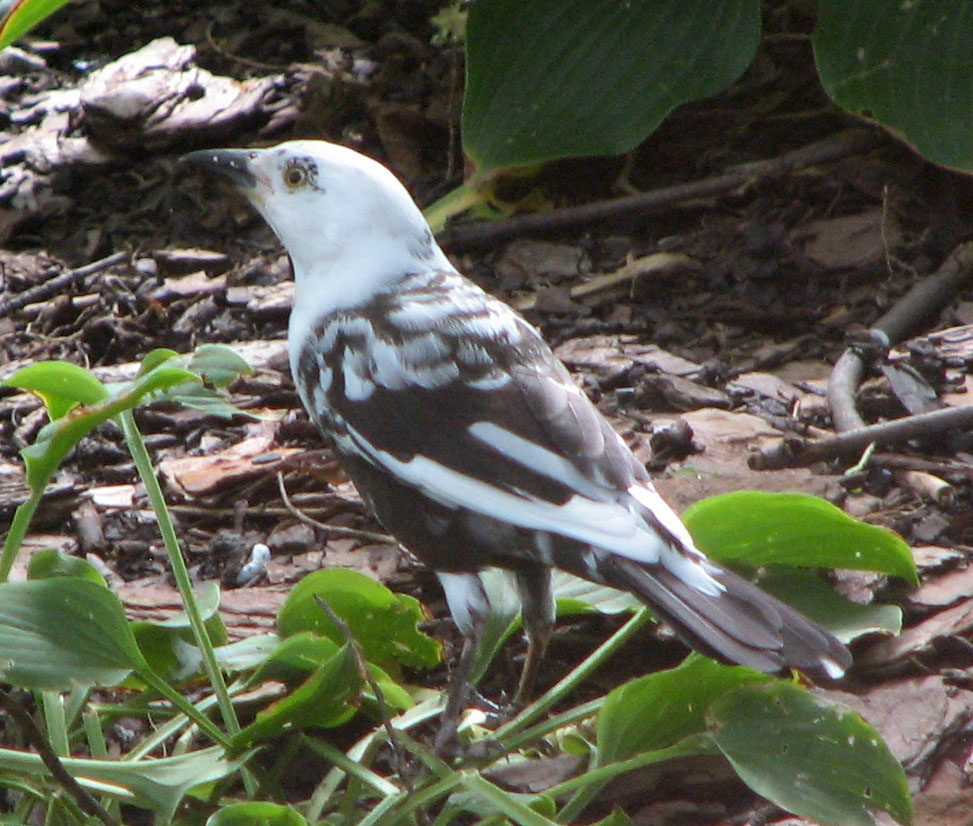
Un zanate norteño leucístico (Quiscalus quiscula)
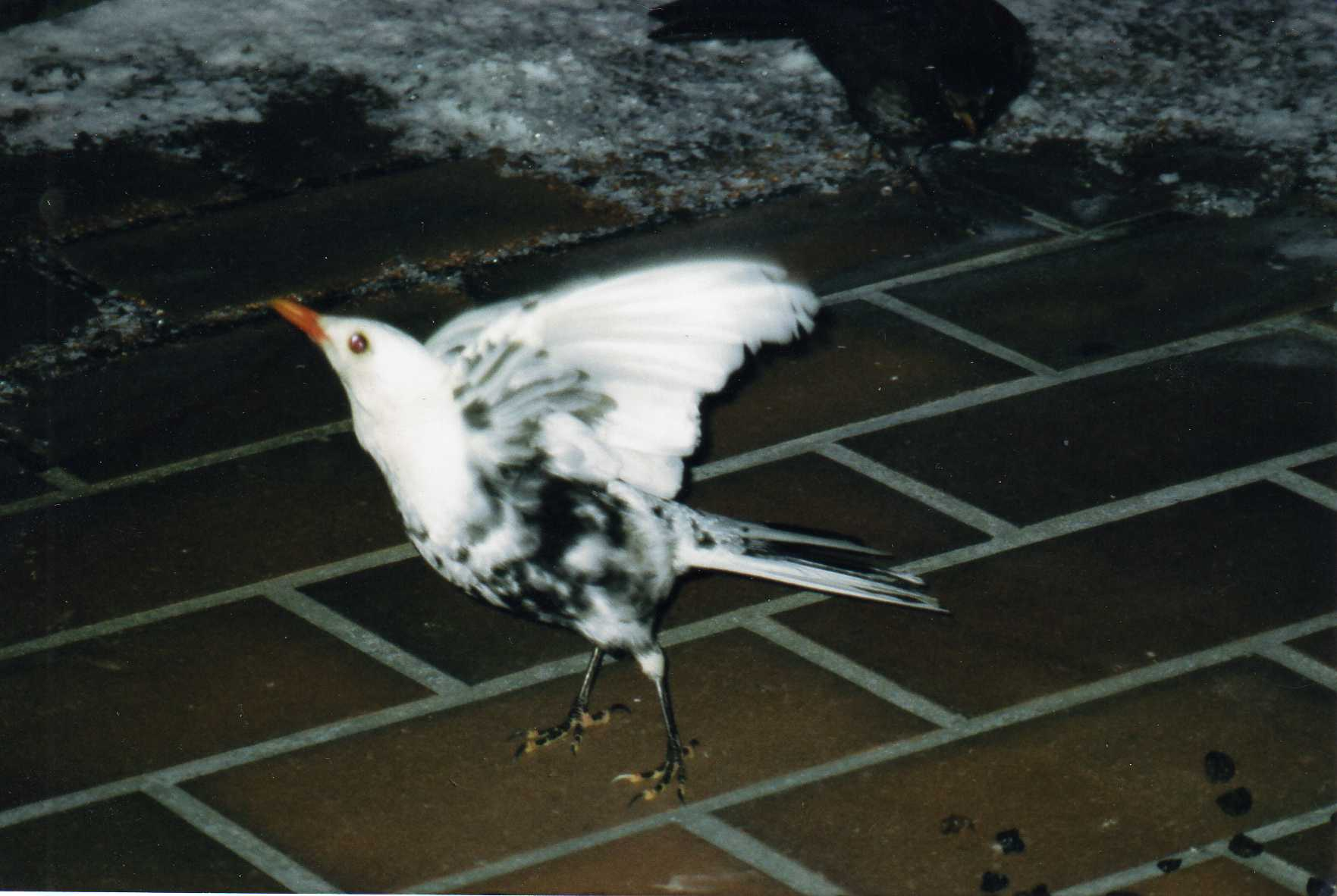
Mirlo común
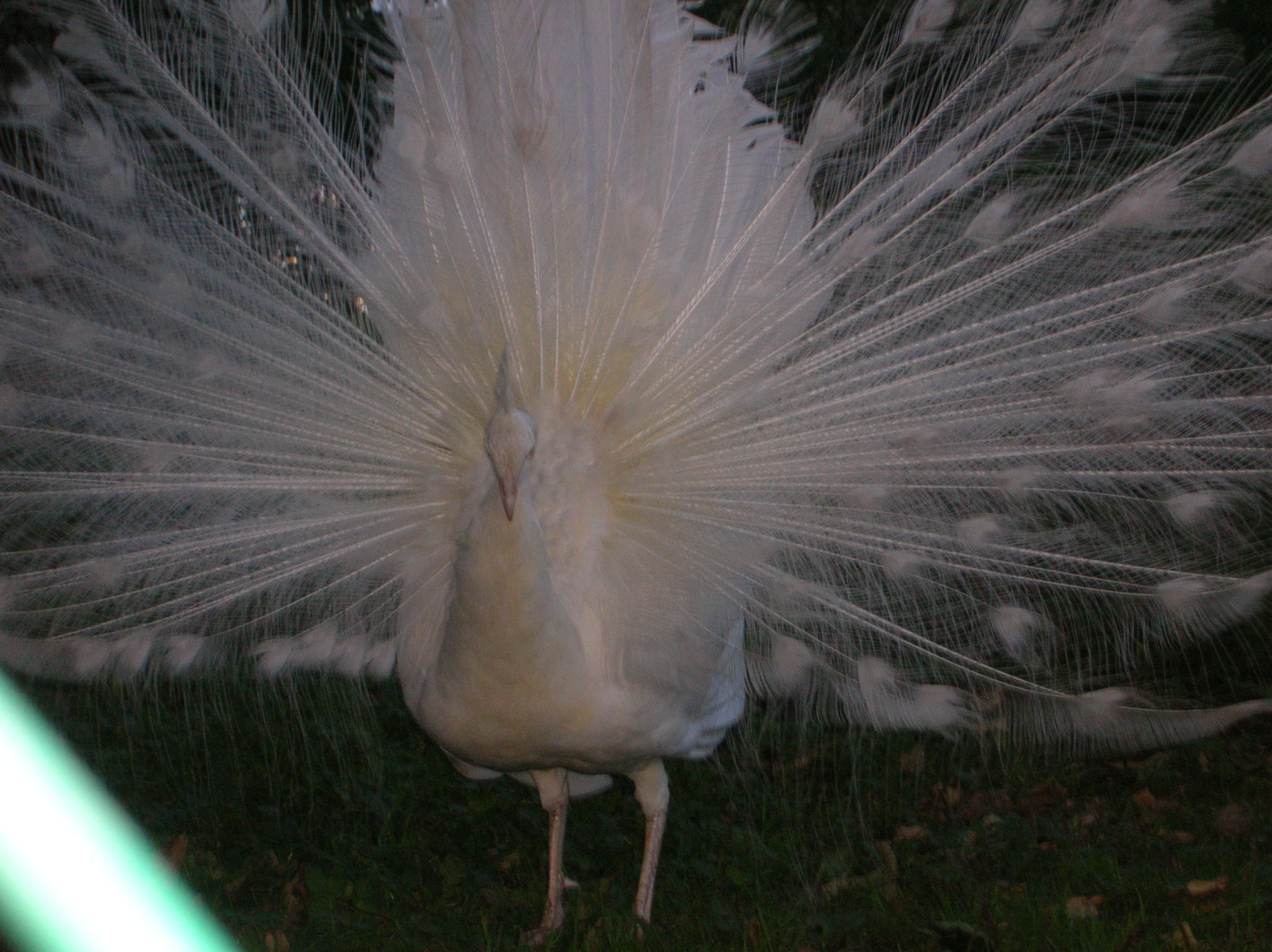
Pavo real leucístico (Pavo cristatus)
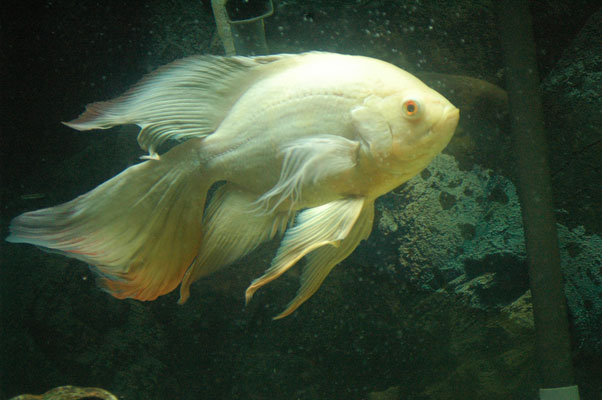
Un pavón copaneca leucístico (Astronotus ocellatus
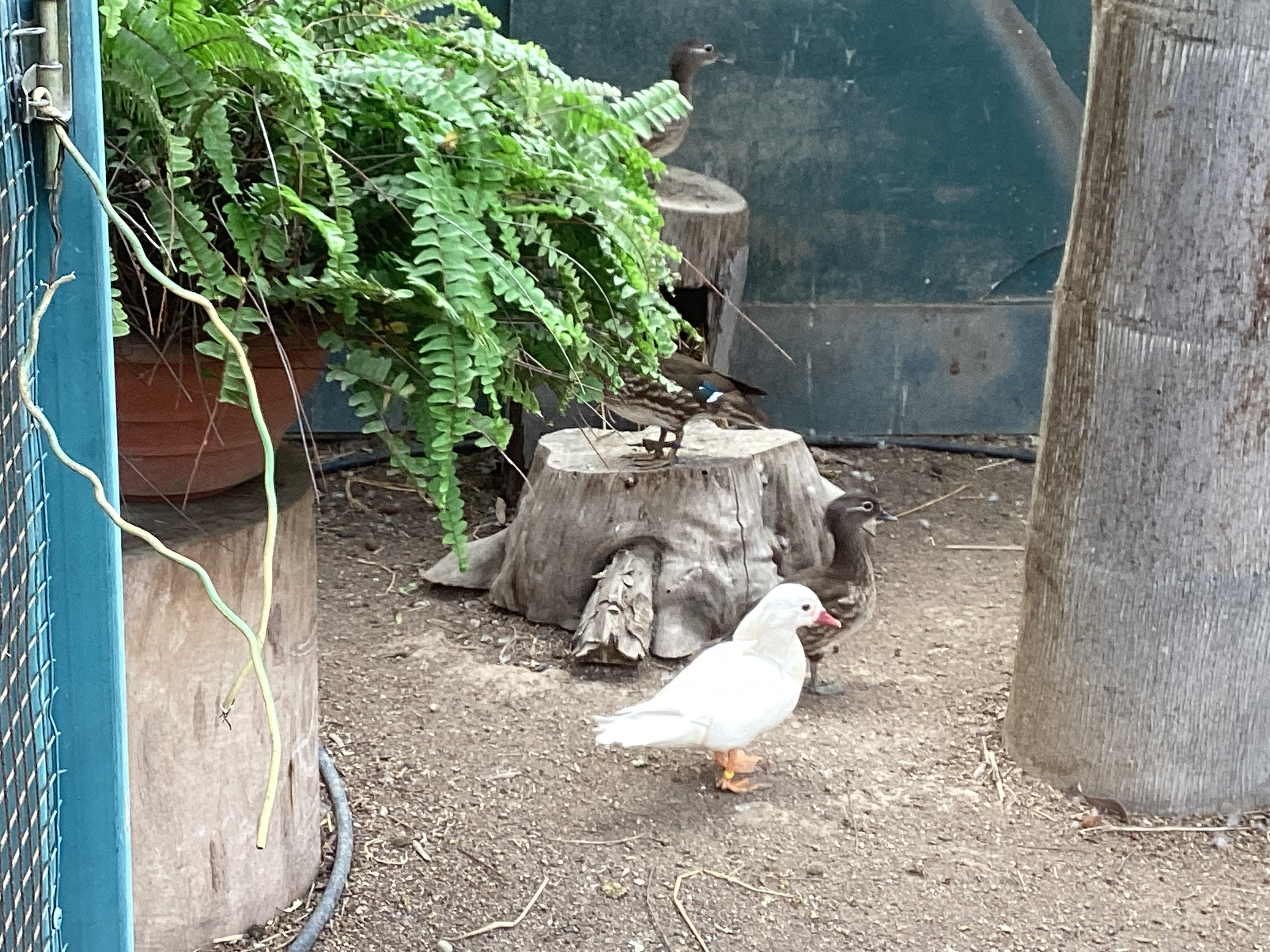
Un pato Mandarin leucístico (Aix galericulata)

La falta de tirosinas no influye sobre la capacidad para formar carotenoides, y un pájaro albino no tiene que ser necesariamente todo blanco, puede presentar zonas amarillas o rojizas.